# عبد الله الربيعي
عبد الله الربيعي لاعب كرة قدم سعودي ، يلعب في نادي الجيل.

## الحياة الشخصية
عبد الله هو أخ اللاعبين حمد الربيعي وسعيد الربيعي و ابن عم اللاعبين محمد الربيعي ومسعود الربيعي .

## مسيرة اللاعب
لعب في نادي الأخدود ونادي الشباب ونادي نجران ونادي الجبلين ونادي الجيل.